# Ochotnica Górna

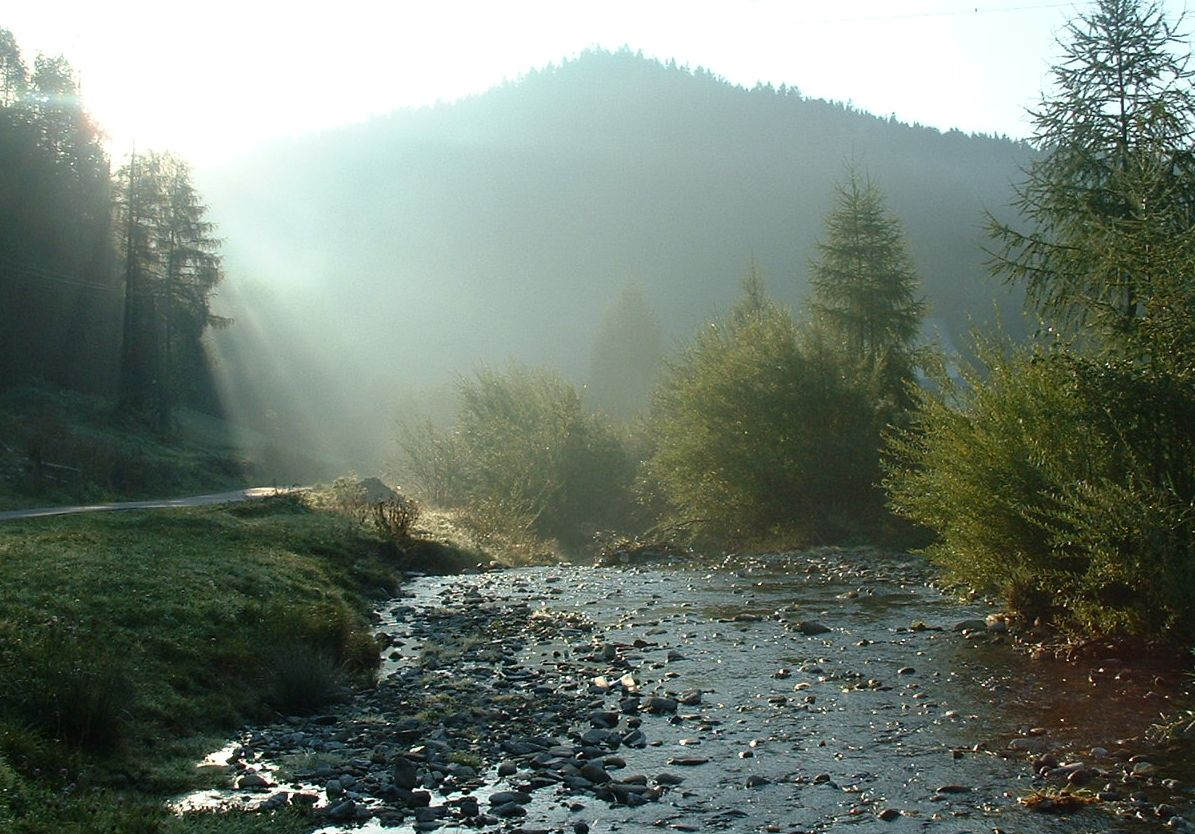
Potok Jamne

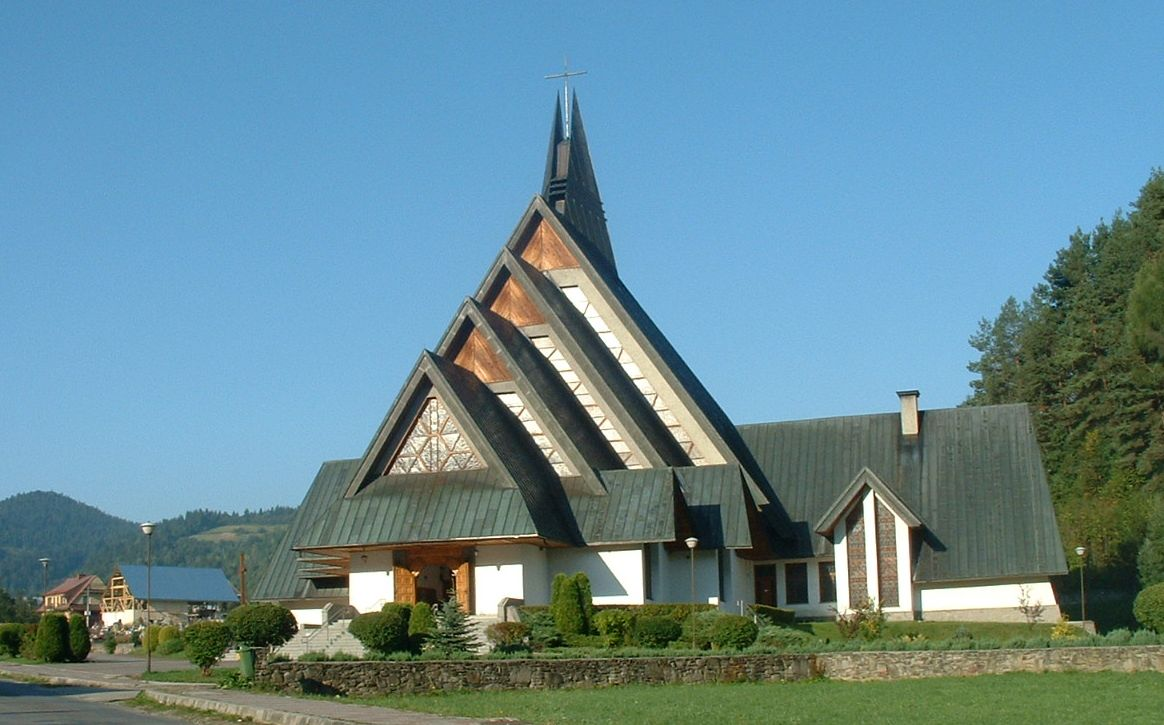
Kościół Wniebowzięcia NMP

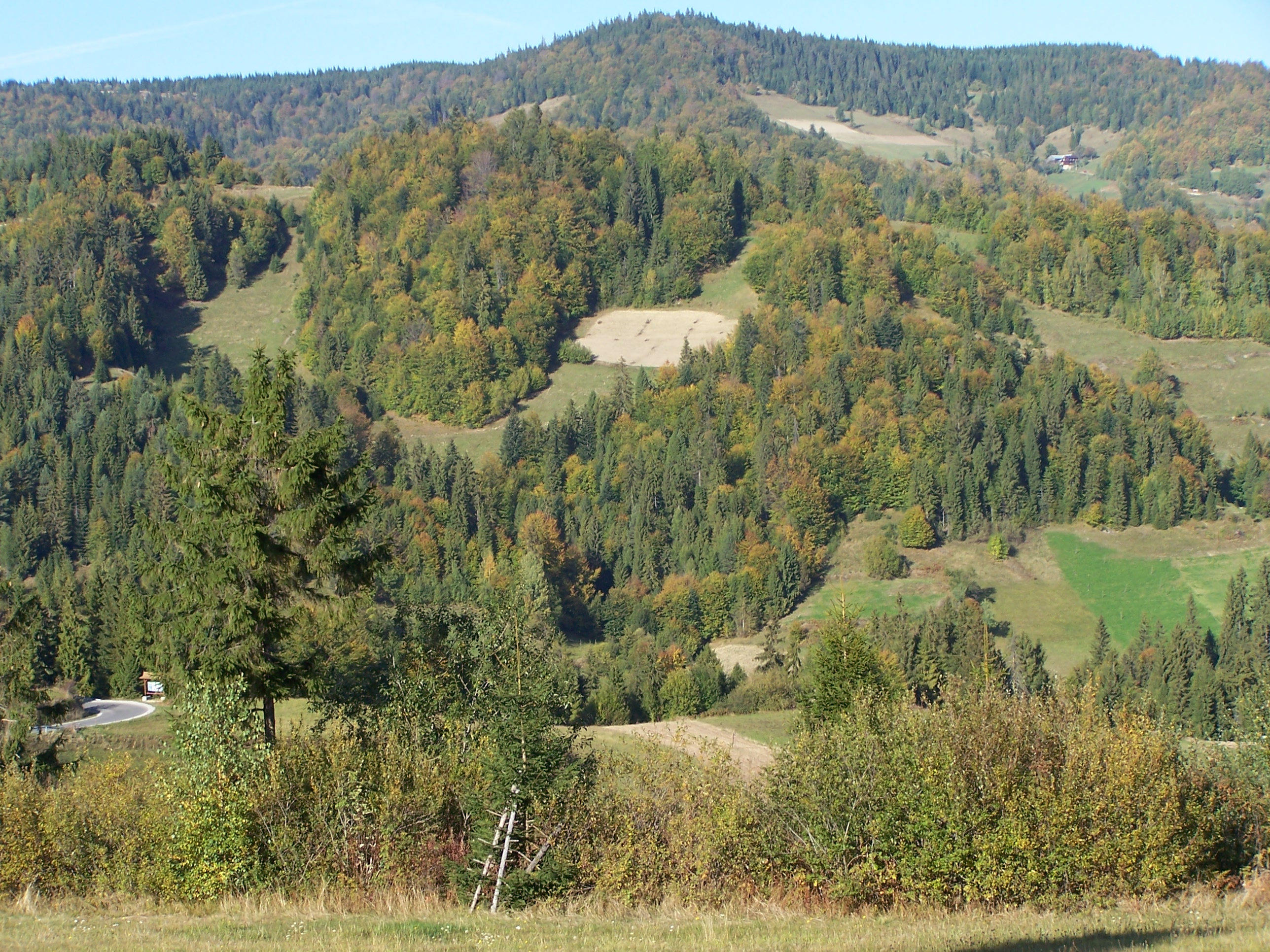
Tereny Ochotnicy Górnej jesienią

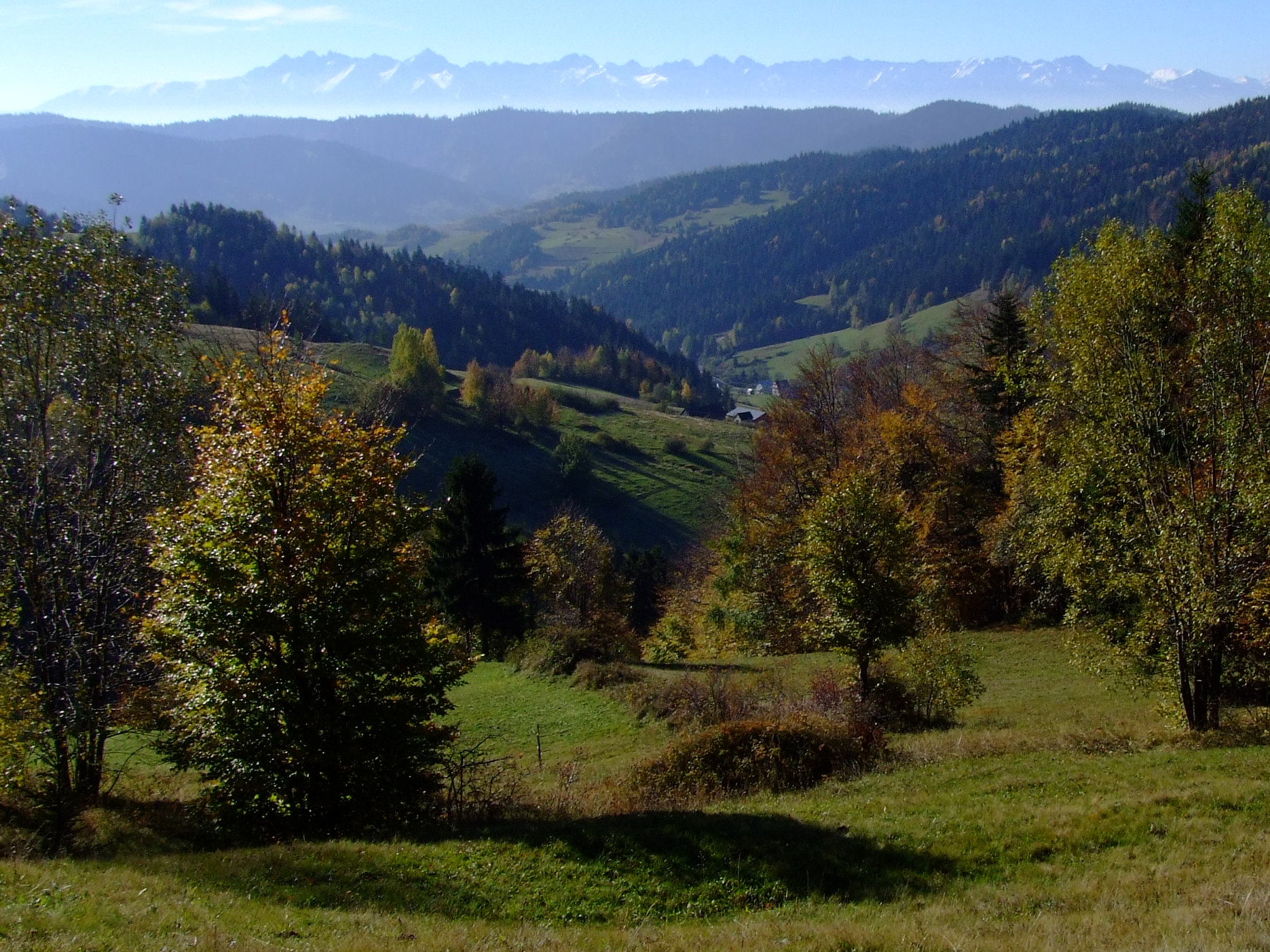
Przysiółek Jamne i widok na Tatry

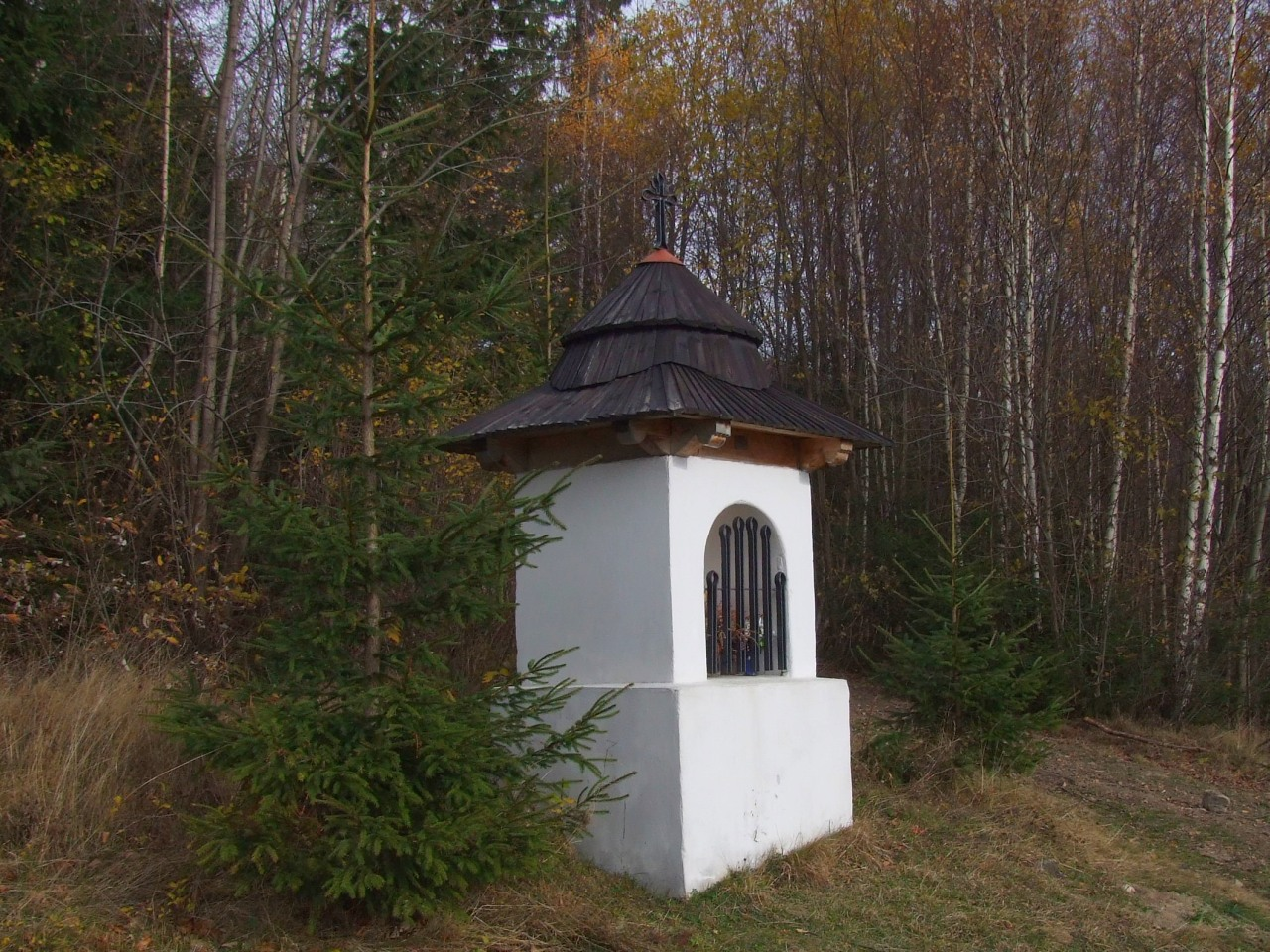
Kapliczka na Kosarzyskach

Ochotnica Górna – wieś w Polsce, położona w województwie małopolskim, w powiecie nowotarskim, w gminie Ochotnica Dolna.

## Położenie
Miejscowość położona jest na bardzo zróżnicowanej wysokości. Zabudowania Ochotnicy Górnej sięgają od 550 m n.p.m. (na granicy z Ochotnicą Dolną) do nawet 1030 m n.p.m. (osiedle Skałka, jedno z najwyżej położonych w Polsce).
Przez miejscowość przebiega Droga Knurowska (zobacz Knurowska Przełęcz) od Ochotnicy Dolnej do Harklowej.
W latach 1954–1972 wieś należała i była siedzibą władz gromady Ochotnica Górna. W latach 1975–1998 wieś administracyjnie należała do województwa nowosądeckiego.
Ochotnica Górna wraz z Ochotnicą Dolną – do czasu podziału administracyjnego w 1910 roku – tworzyły najdłuższą wieś w Polsce (Ochotnicę), która liczyła niespełna 25 kilometrów. Aktualnie (2018) tytuł ten należy do wsi Zawoja położonej w powiecie suskim.

## Integralne części wsi
| przysiółki | Bartoszówka, Forendówki, Furcówka, Jamne, Jaszcze, Jaszcze Duże, Jaszcze Małe, Skałka, Stalmachy |
| części wsi | Bartorzówka, Białówka, Bielskie, Błaszczaki, Bukowinka, Czajki, Czepiele, Czuby, Gabrysie, Gronie, Groniówka, Holina, Hubiaki, Iwanki, Jędraczki, Jurkowski Potok, Kołodziejówka, Kopcówka, Kusówka, Lemierz, Majdówka, Marciny, Mostkowe, Na Karolkę, Piszczkówka, Polaki, Posadowskie, Puchry, Sikory, Sołtyska, Stasichy, Studzionki, Szlagi, Szlagówka, Szpuntówka, Ustrzyk, Zawady |

## Historia
Początkowo Ochotnica Dolna i Ochotnica Górna stanowiły jedną wieś, której dokument lokacyjny w 1416 r. wydał Władysław Jagiełło. Jej pierwszym sołtysem był Dawid Wołoch. Wieś nosiła wtedy nazwę Ochodnicza i składała się z dwóch osad, polskiej i wołoskiej i ruskiej.  Pierwsza nazwa Ochotnicy (Ochodnicza) wywodzi się z tego, że stanowiła ścieżkę umożliwiającą obejście dla kupców z Nowego Targu wędrujących na Sądecczyznę. Nazwa wsi w obecnej postaci występuje od połowy XVI w., kiedy w dolinie Ochotnicy powstała wieś Babieniec (obecnie Ochotnica Górna). Nazwa ta w języku serbskim oznacza halę wypasową, co sugeruje, że było to wcześniej miejsce wypasu używane przez pasterzy wołoskich. W XVIII w. z powodu napływu osadników polskich Wołosi i Rusini stanowili już w Ochotnicy mniejszość. W 1910 r. powstała druga parafia i Ochotnica została formalnie podzielona na Górną i Dolną.
Podczas okupacji hitlerowskiej, w październiku 1944 r. doszło do bitwy ochotnickiej pomiędzy oddziałami niemieckimi a IV batalionem 1. Pułku Strzelców Podhalańskich AK oraz partyzantami radzieckimi. Starcia toczyły się w rejonie Gorca, nad potokami Jamne i Jaszcze, oraz koło przysiółka Skała. W grudniu 1944 r. w odwecie za zabicie przez partyzantów sowieckich oficera SS, Niemcy przeprowadzili pacyfikację Ochotnicy Dolnej, znaną jako Krwawa Wigilia. Spalono ok. 50 gospodarstw, zginęło 56 osób. Męczeństwo wsi upamiętnia pomnik projektu Henryka Burzca, wzniesiony w 1964 r. w centrum Ochotnicy Dolnej.

## Zabytki
Obiekt wpisany do rejestru zabytków nieruchomych województwa małopolskiego.
- Chałupa kurna.
Najstarszym zabytkiem Ochotnicy Górnej jest drewniana chałupa kurna z 1839 r. – duży szałas pasterski, który znajduje się na polanie powyżej przysiółka Forendówki.

### Inne zabytki
Stary drewniany jednonawowy kościół wybudowany w 1909 r. został rozebrany w 2003, a w jego sąsiedztwie powstał nowy według projektu Zenona Trzupka.

## Turystyka
Ochotnica Górna jest malowniczo położoną miejscowością u podnóży Gorców w wąskiej i długiej kotlinie rzeki Ochotnica oraz jej dopływów: Jaszcze, Jamne, Błaszczki, Majdowski, Furcówka, Potok Ciepielowski, Mostkowy Potok, Groniowski Potok, Jurkowski Potok. Od zachodniej i północnej strony tereny wsi podchodzą aż pod Knurowską Przełęcz (846 m n.p.m.) i wierzchołki głównego gorczańskiego grzbietu biegnącego od Gorca po Jaworzynę Kamienicką, od południa wciskają się w kotliny długiego Pasma Lubania. Nad osiedlem Jamne znajdowało się schronisko Gorczańska Chata (d. Hawiarska Koliba), które spłonęło 29 października 2022. Liczne pensjonaty i gospodarstwa agroturystyczne. Bezpośrednie połączenie prywatnymi busami z Nowym Targiem i Nowym Sączem.
Warto także przespacerować się ścieżką edukacyjną, która biegnie przez potok Jaszcze na Pańską Przehybkę, do miejsca katastrofy amerykańskiego bombowca B-24 „Liberator” w grudniu 1944 r. i zejść przez Holinę na Forendówki.
Idąc od Kościoła w stronę Ustrzyka, skręcając w lewo można dojść do dwóch jezior: Iwankowskiego i Zawadowskiego (niestety teraz już coraz rzadziej występujących).
Na przysiółku Studzionki znajduje się prywatny skansen etnograficzny, w skład którego wchodzą dom–muzeum, drewniana góralska kaplica oraz kuźnia. Skansen można zwiedzać po uprzednim umówieniu się z właścicielem.

### Szlaki turystyczne
- – żółty na Polanę Przysłop na grzbiecie Pasma Gorca.
- z Ochotnicy Górnej, praktycznie z każdego miejsca, można dojść na Gorc, Lubań albo Turbacz.

## Związani z Ochotnicą
- Wiktor Grzesicki, oficer Legionów Polskich i generał major Cesarskiej Armii.
- Katarzyna Niewiadoma, polska kolarka szosowa, mistrzyni młodzieżowa Europy, zwyciężczyni wyścigu Tour de France Femmes (2024)